# Gabriel Lee Gab-sou
Gabriel Lee Gab-sou (* 29. Februar 1924 in Yan-Chen; † 21. Dezember 2004) war Bischof von Pusan.

## Leben
Gabriel Lee Gab-sou empfing am 28. Oktober 1950 die Priesterweihe.
Paul VI. ernannte ihn am 25. Juli 1971 zum Weihbischof in Pusan und Titularbischof von Catabum Castra. Der Erzbischof von Daegu, John Baptist Sye Bong-Kil, weihte ihn am 24. August desselben Jahres zum Bischof; Mitkonsekratoren waren John A. Choi Jae-seon, Bischof von Pusan, und Joseph Byeong Hwa Chang, Bischof von Masan.
Der Papst ernannte ihn am 5. Juni 1975 zum Bischof von Busan. Am 28. August 1999 nahm Johannes Paul II. seinen altersbedingten Rücktritt an.